# 黄山案
黃山案全称“吴养春私占黄山木植案”，是發生於明朝天啟年間的一宗影响深远的大案，與魏忠賢權傾朝野有關。该案造成西溪南首贾吴养春家破人亡，又导致徽州民变，在《明史》、《明熹宗实录》、《国榷》、《明史纪事本末》、《明通鉴》等史籍中均有记载。

## 缘由
明末徽州府歙县的西溪南吴氏家族是著名的富商，在扬州经营盐业。富商吴守礼家族析分祖产时，孙子吴养春分得2400亩山林和淮扬、天津、仁和等处的盐务，其弟吴养泽曾因山场权属问题与吴养春对簿公堂。1617年前后，吴养泽去世，此事即不了了之。
吴养泽的家仆吴荣私吞了主人家产，又霸占主人妾室。吴养春将其告到县衙，要求将吴荣置之重典。但吴荣贿赂衙役，获释出狱，潜逃在外。
吴养春接济一位族人留下的幼子吴孔嘉（1588-年），但吴孔嘉把父亲之死归怨于他；早年寄居黄山祥符寺发愤苦读6年，在帐本上写满了“死”字，以宣泄内心的仇恨。一说在祠堂议事时吴孔嘉的父亲与吴养春意见不合，受众人欺辱郁积而亡。另一说吴孔嘉的父亲为吴养春理家政，因欺瞒账务，而被吴养春掷砚击中额头致死。
天启五年（1625），37岁的吴孔嘉考中探花，授翰林院编修。翌年，参与编修《三朝要典》，拜魏忠贤为义父。
1625年九月，朝廷开始动议重建烧毁近30年的“三大殿”，刑科给事中霍维华提议采办黄山木材。吴养春得知后，派家人吴文节及程梦庚等人带着3万银两赶赴京师疏通关节，以期打消采办黄山木材的旨意。
次年3月，吴文节在京城四处打点时，拜访族中新贵吴孔嘉时，遇见潜逃多年的吴荣，要抓他去官衙，由于吴孔嘉的说情才作罢。吴荣当夜向吴孔嘉控告吴养春的杀父之仇。次日，吴孔嘉求见魏忠贤。吴孔嘉诱使惡僕吳榮诬告吴养春，魏忠贤借此敲诈徽商。早对三吴文儒不满，欲借此杀三吴名士。

## 吴养春被捕与身亡
天启六年（1626年）闰六月初一日，魏忠贤上奏明熹宗朱由校，称徽州小民吴荣到东厂状告吴养春多条罪状：“吴养春家资巨万，交结缙绅，霸占黄山，盗卖木植。近闻黄山取木之旨，挟资打点，希求停侵”；“私创崇文书院，不遵旨拆毁，招聚朋党”；“有弟吴养泽，将亲弟弟养泽谋死，后将七岁孤子嗣鹏鸠死，希图鲸吞”。熹宗传旨锦衣卫千户王蒞民前往徽州府缉拿吴养春、吴用誉、吴邦宰、汪时胤、吴继序、吴逢元、方中凡、吴继武等涉案人犯，扭解来京，一并究问。所有卖木赃银数多，并著抚按严拿家属，经官人等监候，追赃解进，以助大工。”这年七月，锦衣卫的押送8名钦犯抵达京师。吴养春卖数万金送锦衣卫左都督、魏忠贤义子田尔耕，仍被关押进镇抚司狱。八人中五人包括吴养春父子三人，均在狱中被严刑拷打致死，杖毙诏狱。消息传到徽州，吴养春母、妻、女相继自杀身亡。

## 追缴与民变
到九月间，黄山案审结，判决“吴养春赃银六十余万两”,“程梦庚等赃银十三万六千两”,“山场木植银三十余万两”。魏忠贤又遣工部营缮司主事吕下问、前往徽州府追缴“赃银”，吴养春已家破人亡，于是吕下问将吴养春的山林高价强行摊派，数百户殷实富户受到株连。刑讯逼供，牵连吴氏族党亲友，乃至通邑之户數百家。钦差捕快肆意搜捕“追赃”。其中一位商人吴献吉被摊购价值一万余两白银的黄山山地，无力承购，被迫逃亡。天启七年（1627年）二月三十日，钦差捕快及两名捕丁前往吴献吉在岩寺镇的亲戚家“追赃”，家中无人，又破门而入与案无关的邻居家敲诈，独居妇人高声呼救，附近百姓闻讯赶来，乘势打死捕丁。县令倪元珙劝告吕下问，“可悯众怒难犯，宜思善策以弥变”。三月初一日，万余士民焚烧吕下问公署，吕下问仓皇逃离徽州，歙县知县倪元珙含泪劝说，“挥涕慰谕”，才平息了这场风波。
民变发生后，吕下问被免职，魏忠贤再派歙县本地人许志吉到徽州接替；“罗织巨室，不避戚党、徽人切齿”，将吴养春列为给东林党人提供经济支持的幕后人物，将屈打成招的“黄山大狱”案构陷为事关东林党禁的政治大案。徽州知府石万程不愿同流合污，竟辞官削发出家，“悬印披缁而去”，回到家乡湘潭乌石。县令倪元珙也被罢官。张体乾诬告扬州知府刘铎结交道士方景阳，诅咒魏忠贤，最後刘铎被处死。

## 翻案
1627年崇祯帝即位后，惩治阉党，黄山“木植冤案”终得昭雪平反。当年的歙县县令倪元珙擢升广西道御史后，首先揭露黄山案的始末。于是吴养春家族被罚没的财产予以返还；吴荣在直隶顺德府捉拿归案，到扬州受审处死；吴孔嘉被列入阉党，革职流放；大理寺正许志吉被秋后问斩。吕下问、吴孔嘉被革职为民。吴孔嘉回到歙县，住在曲水园，闭户不出，于清康熙六年（1667年）去世。石万程官复原职，授常州府知府；秦日升辞职后也得以重新任用，授武昌府教授。名列阉党“五彪”的许显纯、田尔耕处以大辟，“十孩儿”之一的李鲁生戍边。